# Macaria abydata
Macaria abydata là một loài bướm đêm trong họ Geometridae.

## Hình ảnh

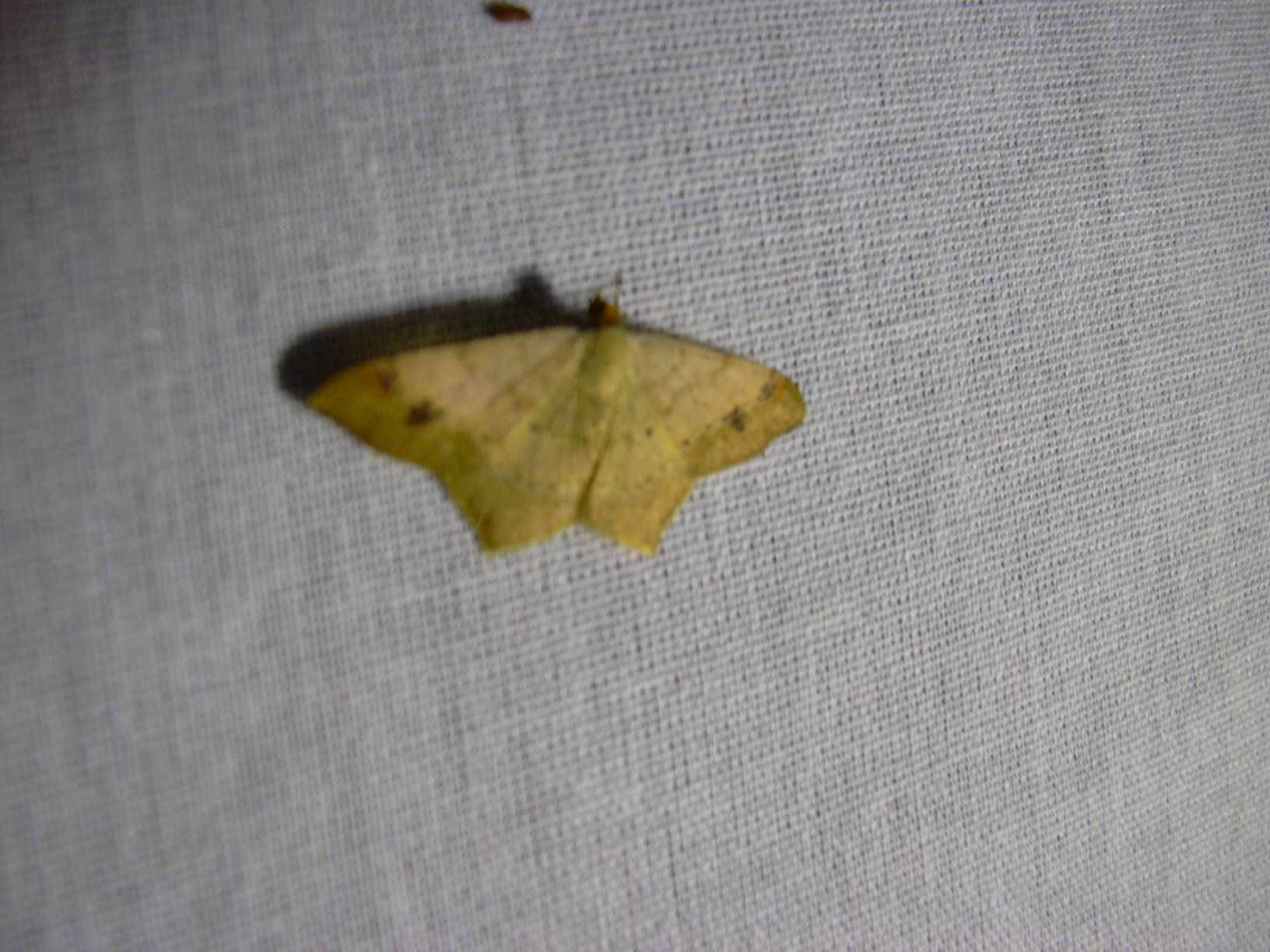
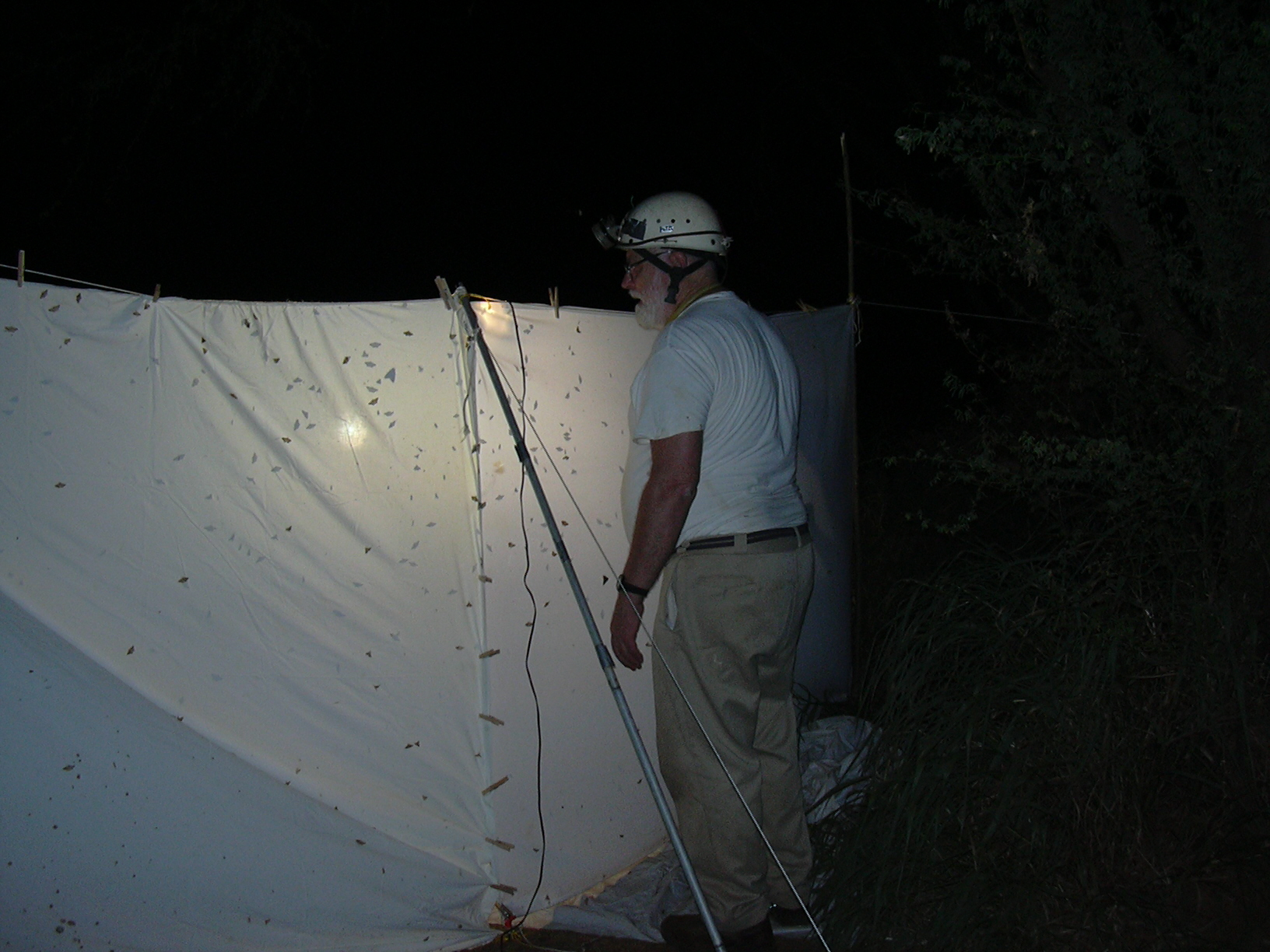
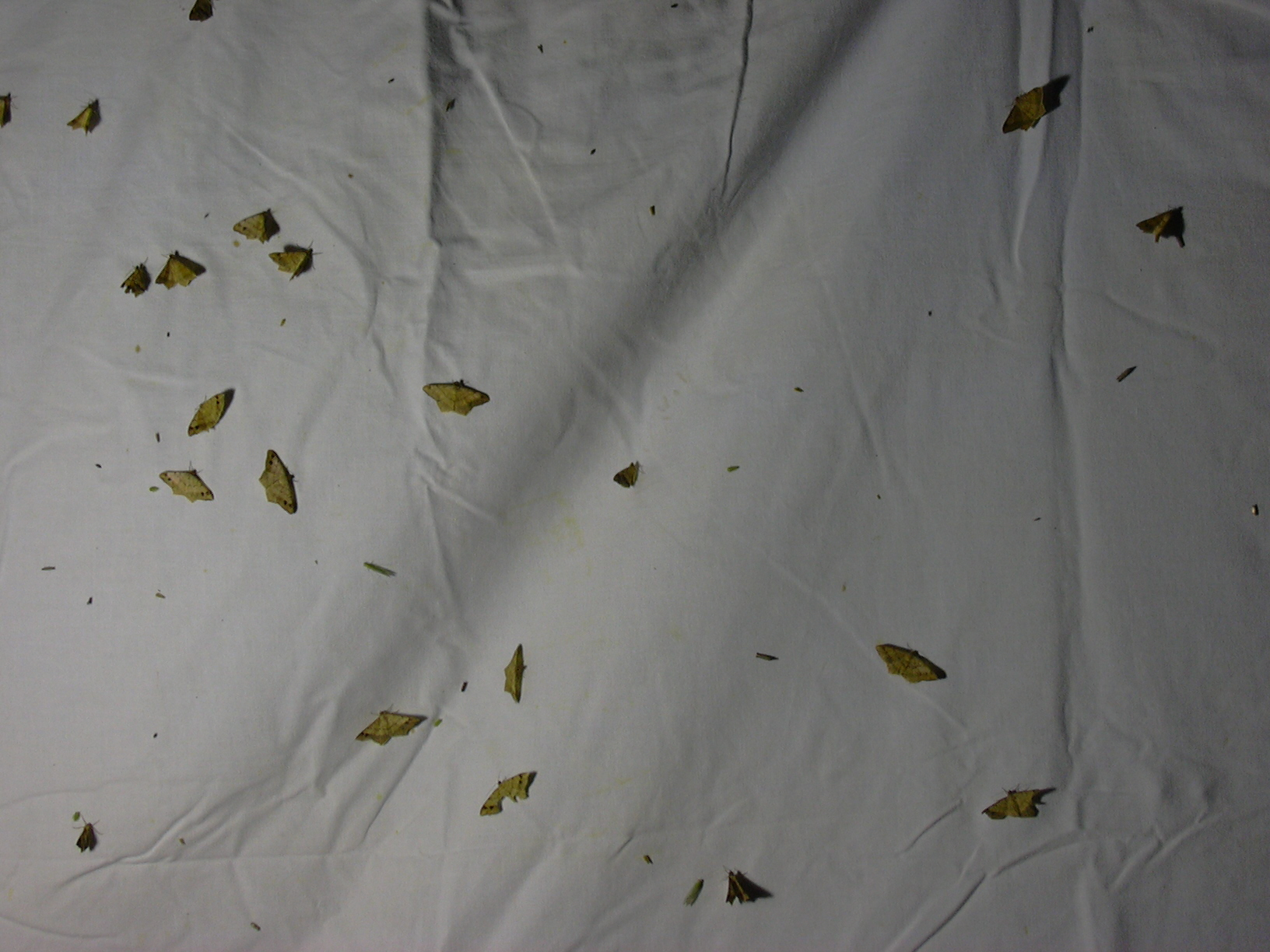
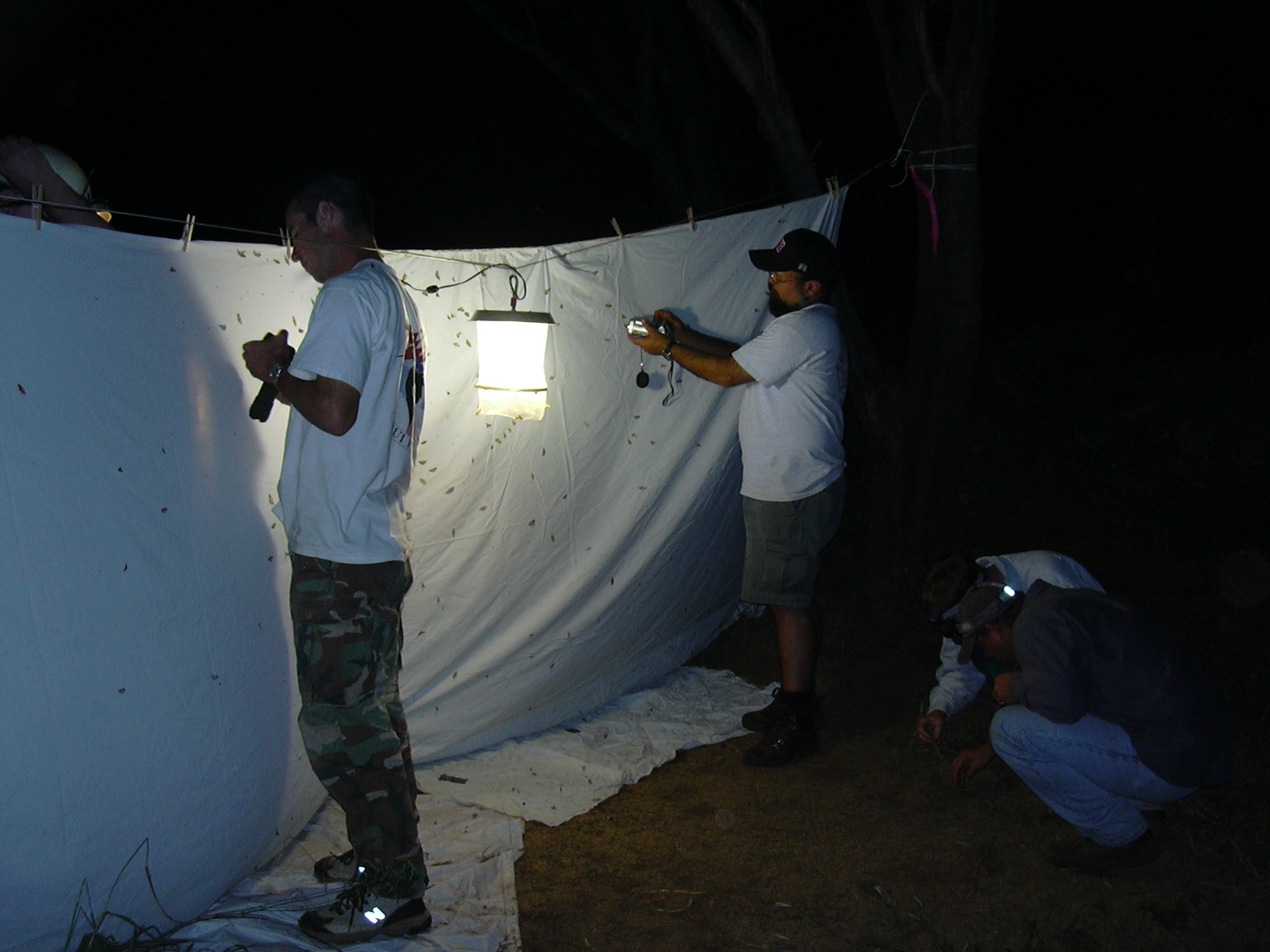